# Copa CONMEBOL 1992
I Copa Conmebol 1992

## 1/8 finału
CA Vélez Sarsfield –  Deportivo Español 0:0 i 0:2

 Atlético Junior –  CS Marítimo de Venezuela 6:0 i 1:0

 Oriente Petrolero –  Club Olimpia 0:4 i 0:1

 CA Peñarol –  Danubio FC 0:0 i 1:1, karne 7:6

 CD O’Higgins –  Gimnasia y Esgrima La Plata 0:0 i 0:2

 Universitario de Deportes –  CD El Nacional 1:3 i 1:3

 CA Bragantino –  Grêmio Porto Alegre 2:2 i 1:1, karne 6:7

 Fluminense FC –  Clube Atlético Mineiro 2:1 i 1:5

## 1/4 finału
Club Olimpia –  Deportivo Español 0:0 i 0:0, karne 4:3

 Grêmio Porto Alegre –  CD El Nacional 1:0 i 1:4

 CA Peñarol –  Gimnasia y Esgrima La Plata 0:0 i 1:3

 Atlético Junior –  Clube Atlético Mineiro 2:2 i 0:3

## 1/2 finału
Club Olimpia –  Gimnasia y Esgrima La Plata 0:0 i 0:0, karne 3:0

 CD El Nacional –  Clube Atlético Mineiro 1:0 i 0:2

## FINAŁ
Clube Atlético Mineiro –  Club Olimpia 2:0 i 0:1
16 września 1992? ? (?)

 Clube Atlético Mineiro –  Club Olimpia 2:0

Sędzia: ?

Bramki: ?

Clube Atlético Mineiro: ?

Club Olimpia:?
23 września 1992? ? (?)

 Club Olimpia –  Clube Atlético Mineiro 1:0

Sędzia: ?

Bramki: ?

Club Olimpia: ?

Clube Atlético Mineiro:?